# Emelie Östergren
Emelie Maria Linnéa Östergren, född 25 juli 1982, är en svensk serieskapare, barnboksförfattare och illustratör. 

## Biografi
Östergren är utbildad på Konstfack i Stockholm där hon tog kandidatexamen 2007. Hon är bosatt i Berlin.

### Författarskap och konstnärskap
Emelie Östergren debuterade i bokform med den lilla "Lantis"-utgåvan Mannen med hatten i hålet, utgiven 2007 av Seriefrämjandet. Därefter har hon publicerat ett antal serie- och bilderböcker på flera svenska förlag. Hennes första barnbok, Elefantstenen, kom 2014.
Emelie Östergren första bok utanför Seriefrämjandet kom 2009 under titeln Evil Dress, som hade text både på svenska och engelska. Dessutom illustrerade hon Stiftelsen Riksbankens jubileumsfonds årsbok 2009 med elva essäer. Delvis samma rollfigurer som i Evil Dress förekommer i hennes senare verk Mr. Kenneth (2010), Mr K Dresses Up (2010) och The Story of a Girl (2011).
Emelie Östergrens serier och illustrationer har publicerats i serietidningar och tidskrifter som HJäLP!, Tecknaren, Bang, Galago och Kuti. Hon har även gett ut flera seriefanzin, på egen hand och tillsammans med Clara Johansson. 2009 hade hon utställningen Allt mitt är ditt på Makeriet med Kolbeinn Karlsson, och 2010 hade hon utställningen The Yellow Cloud, på Carina Björck Gallery.
2012 gav hon ut serieromanen Little Boxes om en översvämning.
2014 utkom hennes serieroman Bortbytingen, en tolkning i serieform av Selma Lagerlöfs novell med samma namn. Samma år kom boken Hemligheten av Åsa Lind, som Östergren illustrerade. Hon deltog också med illustrationer till H.P. Lovecrafts noveller i samlingen Skräcken i Dunwich, samma år. Dessutom förekom hennes alster i antologin Kvinnor ritar bara serier om mens (Kartago, 2014).
Östergren var en av 31 svenska representanter på internationella barnbokmässan i Bologna 2013. Samma år var hon även en av bidragsgivarna till Rådhusets julkalender.
2014 sammanställde Östergren programmet för de animerade filmerna på Stockholms internationella seriefestival tillsammans med Emma Rendel och Peter Larsson. Hon har också deltagit i improvisationsteckningsprojektet Klubb Spontan med Marta Forsberg (fiol) och Sasha Marko (slagverk) i projektserien Tecknade toner.
2015 gav hon ut bilderboken Här är världen med Ylva Karlsson. Hon har också illustrerat böcker av bland andra Bengt af Klintberg, Per Nilsson (författare), Herman Geijer, Emma Virke och Gudrun Wessnert.
Utdrag ur hennes serier har ställts ut bland annat på Stockholms internationella seriefestival, Seriegalleriet och Göteborgs stadsbibliotek.

### Stil
Emelie Östergrens verk kännetecknas bland annat av fantastik och surrealism, och betecknas ibland som avantgardistisk och experimentell. En recension av hennes verk Evil dress lyder så här:
| ”                              | En närmast anemisk färgskala kombineras med en tunn och exakt linjeföring där pennspetsen aldrig släpper konturen. Östergrens taniga flickor av obestämd ålder tycks röra sig genom en fullkomligt organisk tillvaro, de vissnar sig till sömns och gror sig till vaka, kryper som maskar in och ut genom öppningar och sätter eld på varandra, tillsynes oberörda inför omvärlden, uppfyllda av lika delar själväckel och gigantomani. | „ |
| – Petter Lindgren, Aftonbladet | |   |

Barnböckerna däremot beskrivs som "vackert och spännande, bilderna är underbart stora och flödande av färger". Hennes teckningar är uttrycksfulla, med markerade ögon och grafisk utsmyckning.

### Egna verk
- Mannen med hatten i hålet (Lantis nr 33), Seriefrämjandet 2007
- Evil dress, Sanatorium förlag, Stockholm 2009, ISBN 978-91-976912-5-3 (på svenska och engelska)
- Elefantstenen (barnbok), Urax förlag, Stockholm 2014, ISBN 9789187208188
- Lisa och monsterhuset, Alfabeta, 2016, ISBN 9789150117769
- Nattkatten (bilderbok),  Alfabeta, 2017, ISBN 9789150119725[27]
- Toli och kampen mot sopmonstret (tillsammans med Anna Tebelius), Skärholmens stadsdelsförvaltning, 2018, ISBN 9789163994715
- Staden, Lilla Piratförlaget, 2020, ISBN 9789178131228
- Flora och Fauna (seriealbum). Epix förlag, Stockholm. 2021. ISBN 9789170896163
- Min hund (bilderbok). Lilla Piratförlaget, Stockholm. 2021. ISBN 9789178132812
- Hjälpsamma Elsie  (bilderbok). Lilla Piratförlaget. Stockholm 2023. ISBN 9789178133840

#### På engelska
- Mr. Kenneth (i översättning av Samuels Graham), Optimal Press, Göteborg 2010, ISBN 978-91-85951-16-1
- Mr K dresses up: a story (i översättning av Samuels Graham), Optimal, Göteborg 2010, ISBN 978-91-85951-20-8
- The story of a girl, Optimal, Göteborg 2011, ISBN 9789185951376
- The Duke and his army, Sanatorium förlag, 2011, ISBN 9789197691284
- Little boxes, Optimal Press, Göteborg 2012, ISBN 978-91-85951-50-5

### Medverkan i antologier
- Allt för konsten X, Optimal Press, 2012, ISBN 9789185951444
- "Om bilden och barnet : ett samtal mellan två illustratörer" (tillsammans med Ann Forslind), sidorna 74-82 i Kritiker 35/36, 2015
- Sanatorium magazine 1, Sanatorium förlag, 2017, ISBN 9789187243141
- OEI #88-89 Serier. Stockholm 2020. ISBN 9789188829061

### Enbart som illustratör
- Samtal i rörelse en antologi med texter av Gunnela Björk, Annika Björkdahl, Charlotta Brylla, Ingvar Carlsson, Sara Danius, Lars-Erik Edlund, Eva-Carin Gerö, K. G. Hammar, Kenneth Hyltenstam, Ola Sigurdson och Richard Swartz, del i serien Stiftelsen Riksbankens jubileumsfonds årsbok, Makadam, 2009, ISBN 9789170610653
- Mumieland av Sara Tuss Efrik, Rosenlarv förlag, 2012, ISBN 9789197793575
- Djävulens bröllop av Gudrun Wessnert, LL-förlaget, 2013, ISBN 9789170534362
- Skräcken i Dunwich och andra berättelser av H.P. Lovecraft (noveller), LL-förlaget, 2014, ISBN 9789170534874
- Kvinnor ritar bara serier om mens (del i antologi), Kartago förlag, 2014, ISBN 9789175150512
- Hemligheten av Åsa Lind, Rabén & Sjögren, Stockholm 2014, ISBN 9789129689495
- Selma Lagerlöfs Bortbytingen (serieroman), Kolik förlag, Hägersten 2014, ISBN 9789186509460
- Här är världen av Ylva Karlsson, Hippo bokförlag, Stockholm 2015, ISBN 9789187033322
- Tvåan av Nilsson, Per, Alfabeta, 2015, ISBN 9789150117059
- Blodet isar av Bengt af Klintberg, Rabén & Sjögren, 2016, ISBN 9789129699241
- När tomten försvann av Emma Virke, Lilla Piratförlaget, 2017, ISBN 9789188279637
- Överlev katastrofen: 12 sätt att förbereda dig av Herman Geijer (författare), Ordfront, 2017, ISBN 9789177750116
- Praktika för blivande föräldrar : gravidfakta och barnkunskap på vetenskaplig grund av Cecilia Chrapkowska och Agnes Wold, Wahlström & Widstrand, 2017, ISBN 9789146235347
- Årsboken av Annelis Johansson. Opal. Stockholm 2023. ISBN 9789172265820